# Zone voor kustverkeer

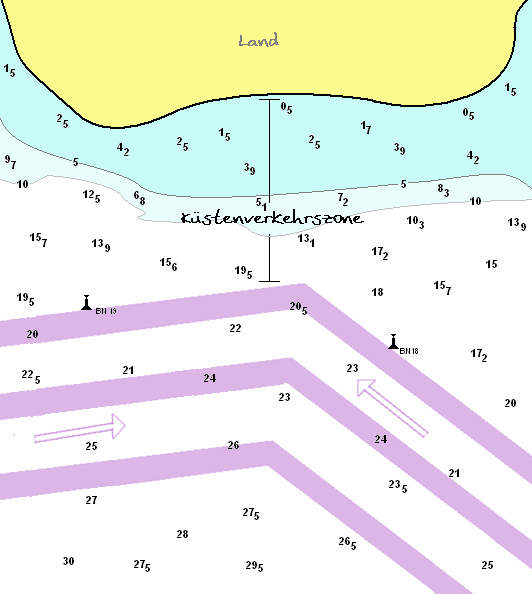
De kustverkeerszone tussen het verkeersscheidingsstelsel en het land in.

Een zone voor (het) kustverkeer of kustverkeerszone (Inshore Traffic Zone, ITZ) is het gebied dat gelegen is tussen de kustlijn van een land en zeewaarts gelegen verkeersscheidingsstelsel. 
De zone voor het kustverkeer is voorbehouden aan kleinere boten, zeilboten en motorboten korter dan 20 meter. Grotere dienen gebruik te maken van het verkeersscheidingsstelsel. Het onderscheid in zones is gecreëerd in verband met de veiligheid en het voorkomen van botsingen op zee.